# 反共抗俄

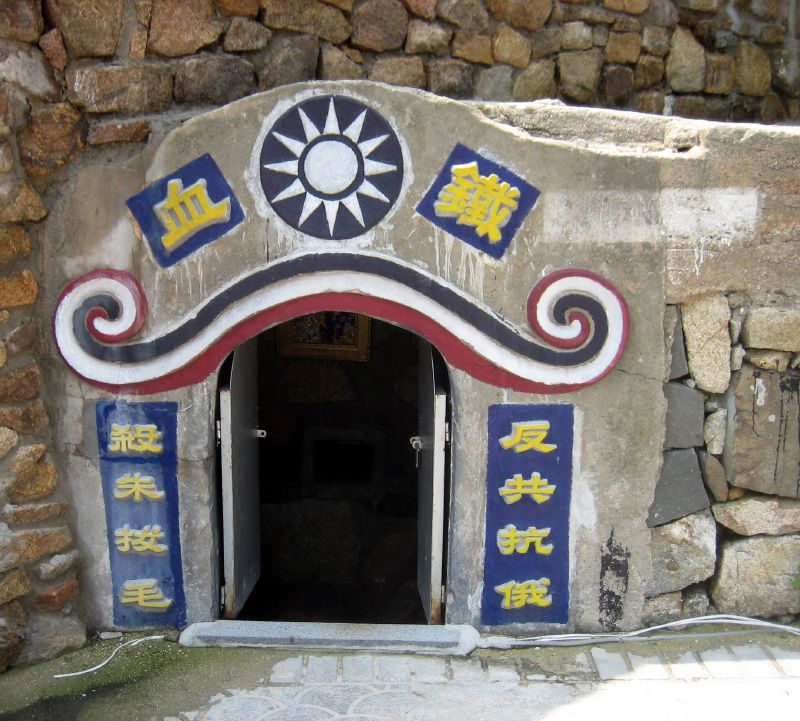
位於連江縣防空洞的對聯標語「反共抗俄、殺朱拔毛」

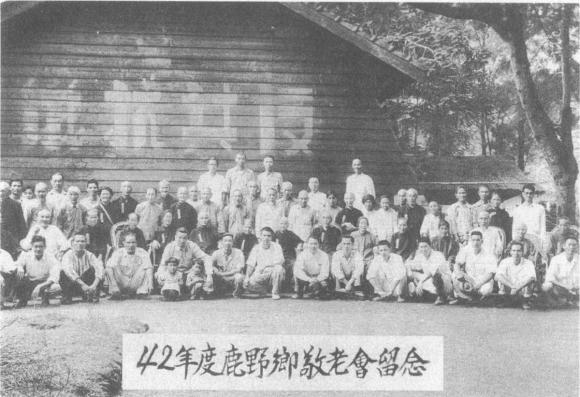
1953年，台灣台東鹿野鄉敬老會全體合影。背後建物，以超過兩人寬的中文字體，由右至左書寫著「反共抗俄」字樣。圖來自：台東文化局

反共抗俄為1950年代到1960年代中華民國政府在台澎金馬（自由地區）所施行的重要基本國策及政治宣傳。其中，共指共產黨、中國共產黨，俄則指蘇聯（蘇俄）、蘇聯共產黨。該國策基準為首先認定蘇俄為侵略者，其次指出靠蘇俄幫助的中共為漢奸，並以國家民族生存為诉求，對所轄台灣民眾大力宣傳以深植人心。
當時主導反共抗俄國策的中華民國政府為因國共內戰撤退至台灣。該國策歷經總統蔣中正（五任）、嚴家淦及蔣經國任內，直到1980年代初期，才以三民主義統一中國國策取代。

## 源起
1922年，於中國廣州成立的國民黨軍政府，在政權領導人孫中山主導下，採取聯俄容共的國民黨重要決策，史稱第一次國共合作。1925年，孫中山去世，以西山會議派為主的反共者，在上海成立「國民黨中央黨部」，與廣州國民黨中央相對抗。西山會議派反對汪精衛的聯共，與長期支持「聯俄容共」的國民黨內部以廖仲愷、鄧演達為首的左派不合。1926年1月中國國民黨第二次全國代表大會通過了彈劾西山會議派的決議，決定永遠開除鄒魯、謝持的黨籍。1927年蔣中正發動清黨後，通令取消「打倒西山會議派」的決議，恢復鄒魯等人黨籍，同時停止與蘇聯的合作，打擊鄧演達為首的國民黨左派。在蔣中正取得政權後，以清黨為由，使用捕殺共黨人士為手段，將共產黨逐出國民黨的勢力範圍。之後至1945年，國民黨與共產黨在中日戰爭中雖有短暫合作，但總括而言，「反共」常為國民黨主要政策之一。

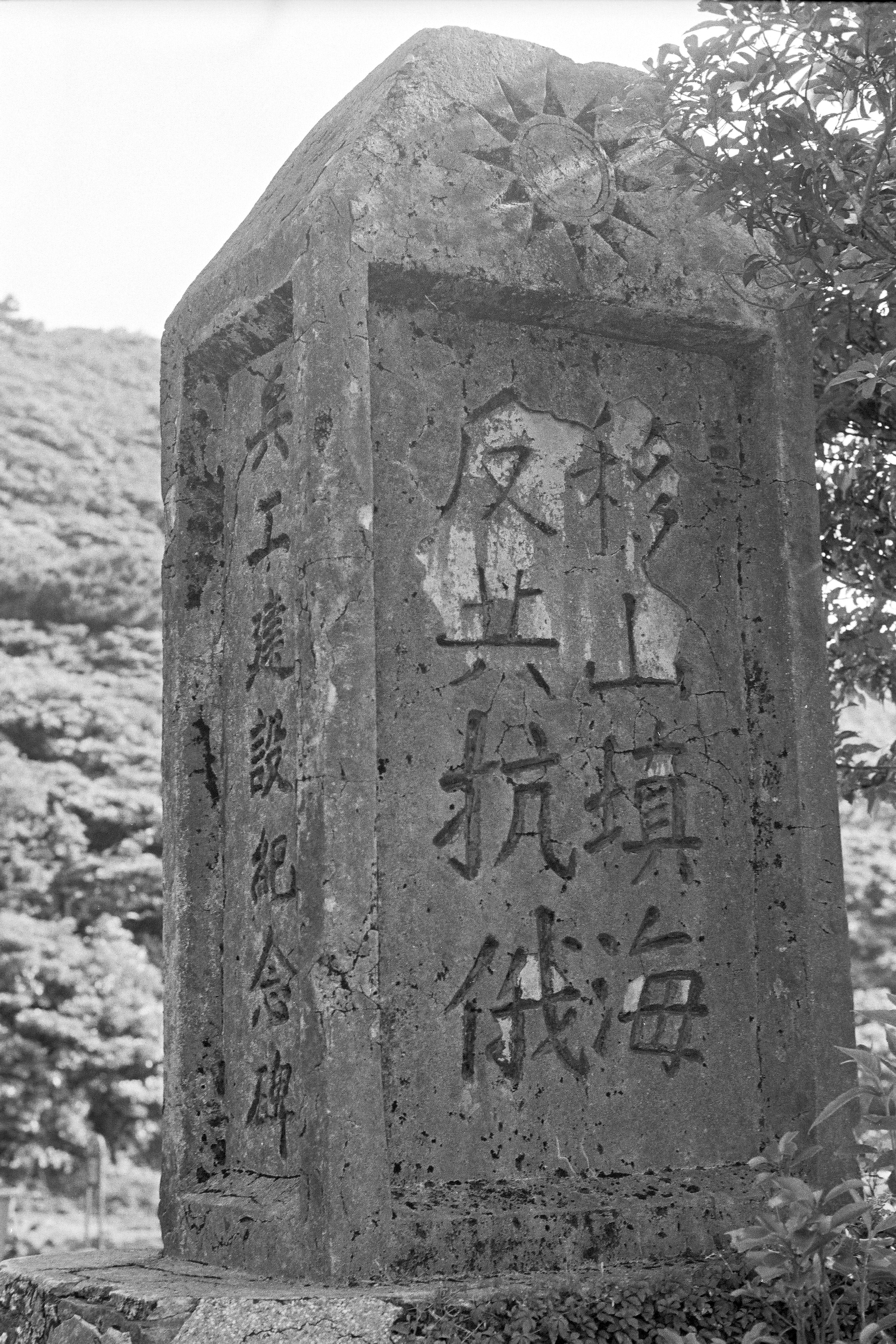
1952年所立寫著「移山填海，反共抗俄」字樣的兵工建設紀念碑

1949年，國共內戰加劇，國民黨主政的中華民國中央政府於戰事失利後，從中國大陸輾轉撤退至台灣。1950年，以復行視事為由重新取得國民黨黨內權力的蔣中正，重新主導由國民黨建構的中華民國政府。以台灣為政權根據地的政府，除了不承認1949年成立的中華人民共和國外，且以本有反共政策，配合美國興起的反共主義，建立反共抗俄的基本國策與政治宣傳來對抗中國共產黨建立的偽中華人民共和國，並爭取國際支持。

## 反共抗俄基本論
1949年10月9日，《中華民國三十八年國慶紀念告全國軍民同胞書》：「反共抗俄，實為我中華民國存亡、三民主義成敗的決定關頭。」
1952年10月10日，中國國民黨第七次全國黨代表大會召開，蔣介石指示四項任務。10月16日，全會通過蔣交議之「反共抗俄基本論」，為中國國民黨今後思想言論行動遵從之準則。該大會通過的四項重大決議當中，除了第一項，將「中國國民黨總章」，改為「中國國民黨黨章」，並確定中國國民黨屬性為「革命民主黨」外，其於二至四項，均以反共抗俄有關。大會直至10月20日閉幕。至此，反共抗俄成為中華民國重要國策。
- 第二項：接受總裁（蔣中正）交議之《反共抗俄基本論》，以為今後反共抗俄思想言論及行動依據之準則。
- 第三項：通過「中國國民黨政綱」暨「反共抗俄時期工作綱領」。
- 第四項：為團結中國青年參加革命戰鬥，特擬具本黨反共抗俄時期青年運動綱領案。

這裡面，作為反共抗俄準則的《反共抗俄基本論》共有：「前言」、「俄國帝國主義的侵略傳統」、「反共抗俄戰爭的特質」、「國民革命的本質與方略」、「三民主義的哲學觀點」、「三民主義現階段的提綱」、「漢奸必滅」、「反共必勝」、「侵略必敗抗俄必成」及「反共抗俄總目標」等章節。其內容詳述「反共抗俄的形勢」；「如何因應蘇俄和『共匪』誇大而抹殺事實的宣傳方式」；「絕不能不先把『共匪』虛偽宣傳所造成錯誤觀念加以澄清」等等總重點工作。

## 相關法規

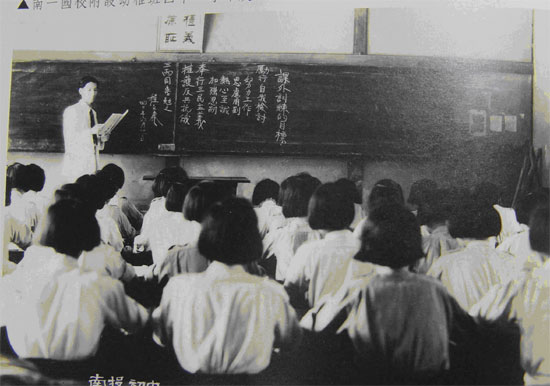
1951年，正在上課的台灣學生。黑板上寫的課程大綱是「奉行三民主義」、「擁護反共抗俄」

「基本國策」原屬《中華民國憲法》之一部分，惟在中國國民黨專政時代，黨之基本政治綱領與基本國策於性質上發生混同之情形。是以，反共抗俄形同未明訂於憲法本文之的「基本國策」，中國國民黨、中華民國政府所屬立法院或行政院，依「國策」通過或訂定多項以「反共抗俄」為主要任務的實施方向、中華民國法律及組織。而以綱領、條例、辦法相關提案、法律為主的配套措施，範圍包含教育、內政、軍事等。諸如：
- 《反共抗俄戰士授田條例》：曾參加反共抗俄作戰，除因有叛國行為或逃亡而被判有期徒刑以上之刑者外，其餘在臺離營之退除役無職軍官，領有退伍除役證明書，且現居住臺灣地區者，視同已發給授田憑據，依本條例之規定處理。（第十條）
- 《反共抗俄立功人員獎敘條例》：應予獎敘之立功人員如左：一、在接戰地區或敵後地區工作者。二、在後方擔任反共抗俄之特殊任務或專門技術工作，對戰地軍政有重大貢獻者。而立功人員應予獎敘之功績如左：一、收復失地者。二、協助國軍作戰建有功績者。三、擔任反共抗俄設計、宣傳、情報、策反各項工作具有功績者。四、擔任軍工技術工作有重大發明或改進裨益軍事者。五、以人力、物力、財力直接協助反共抗俄工作者。六、對敵方人力、物力之爭取，防止敵人之各種破壞動作，及鞏固我方軍政組織，確有成效者。七、擔任與反共抗俄有關之動員工作，著有功績者。（第二條、第三條）
- 《反共抗俄戰士授田施行細則》
- 《印刷品加印反共抗俄宣傳標語須知》
- 《印製品加印反共抗俄宣傳標語辦法》

屬於國民黨內部之政治綱領:
- 《反共抗俄時期工作綱領》
- 《反共抗俄時期青年運動綱領》

## 相關社團
- 中國青年反共抗俄聯合會
- 中華婦女反共抗俄聯合會

## 運動手冊
- 《反共抗俄救國軍》
- 《反共抗俄總動員運動手冊》

## 宣傳

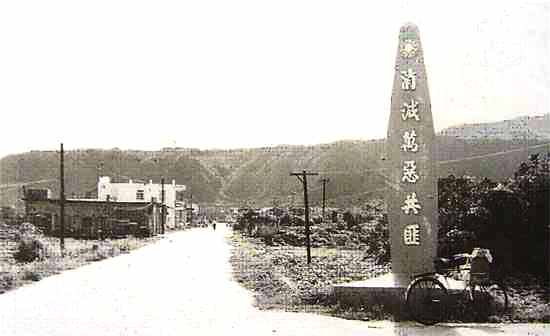
一九五零年代在臺灣臺東縣綠島鄉的「消滅萬惡共匪」標語

在宣傳方面，於中華民國內政部與台灣省保安司令部分別頒布的《印刷品加印反共抗俄宣傳標語須知》及《印製品加印反共抗俄宣傳標語辦法》等法律限制下，規定所有機關行號或私人印刷品，舉凡月曆、包裝紙、火柴盒、信紙、電影票、商業宣傳單、日記簿、報章及雜誌等，均強制列印反共抗俄標語，並規定台灣各縣市警察局及其民間團體，必須「隨時檢查勸戒不配合業者」。其中，還列舉了《奉行三民主義，擁護反共抗俄》、《增產報國，反共抗俄》、《反共抗俄、收復河山》、《打倒蘇俄帝國主義、消滅朱毛匪幫」》等多條參考標語提供予印刷業者使用。

除了印刷之外，也有內文以「是色魔」、「勾成姦」等字眼替代「人之初」、「性本善」的《反共抗俄三字經》出版。另外，配合國策宣傳的主要軍歌《反共抗俄歌》由蔣中正親自作詞：
打倒俄寇，反共產，反共產；

消滅朱毛，殺漢奸，殺漢奸；

收復大陸解救同胞，服從領袖完成革命；

三民主義實行，中華民國復興；

中華復興，民國萬歲，中華民國萬萬歲。

## 改變
因應台灣與中國大陸的兩岸情勢稍緩及國際情勢改變，臺灣的反共抗俄國策日漸隨各項辦法條例不再施行或取消而有所變動。1970年代，中(共)蘇兩國交惡，反共抗俄國策更動為「反共復國」。1980年6月，蔣經國提出「三民主義統一中國的主張」取代「反共抗俄」或「反共復國」國策，且順利成為中國國民黨第十二次全國代表大會的政治綱領。之後，並有三民主義統一中國大同盟等組織的具體落實。

### 引用
1. 1 2  陳雷等編著，《蔣介石先生年表》，台北：傳記文學出版社，1978年6月1日，第71頁

### 來源
- 張瑞楨. . 2005. （原始内容存档于2007-09-29）.
- 李筱峰，《蔣政權「反共抗俄」的政治迷思史料舉隅》，《台灣史料研究》半年刊
- 中國國民黨全球資訊網，歷屆全代會
- 蔣中正，《反共抗俄基本論》，1952年
- 許嘉文，《台灣鄉土教育發展史》